# Villasanta
Villasanta (lombardul: La Santa) település Olaszországban, Lombardia régióban, Monza e Brianza megyében. Lakosainak száma 14 131 fő (2023. január 1.). Villasanta Arcore, Biassono, Concorezzo és Monza községekkel határos.

## Népesség
A település lakossága az elmúlt években az alábbi módon változott:
| Lakosok száma | 13 885 | 13 898 | 13 972 | 14 131 |
|               | 2013   | 2017   | 2018   | 2023   |